# حسن الأسمر
حسن الأسمر (21 أكتوبر 1959م - 7 أغسطس 2011م )، مغني وممثل مصري.

## الميلاد
ولد الأسمر في حي العباسية بالقاهرة يوم 21 أكتوبر عام 1959 بينما تنتمي أصوله إلى صعيد مصر وتحديدا محافظة قنا ليتحول سريعا في النصف الثاني من ثمانينات القرن الماضي إلى أحد أشهر مطربي اللون الشعبي في الشارع المصري وتتخطفه السينما ليقدم عددا من الأفلام إضافة إلى عدة مسرحيات ومسلسلات تلفزيونية.

## مشواره الفني
كان آخر ظهور لحسن الأسمر في رمضان 2011 من خلال إعلان تجاري لصالح إحدى شركات الهاتف المحمول المصرية (موبينيل)، وقد أخذ الإعلان شهرة واسعة بعد أيام قليلة من شهر رمضان 2011 أي قبل وفاته بأيام، وأدّى بصوته الجميل أغنية «اسمع بقى» على نفس لحن أغنيته الشهيرة «كتاب حياتي».
ظلّ الأسمر غائباً عن الساحة الفنية منذ ظهورٍ محدودٍ له في مسلسل «قمر» مع فيفي عبده عام 2008 لكنه ظهر إعلامياً نهاية شهر رمضان في أعقاب ما سُمِّيَ في مصر بـ"موقعة العباسية"، حيث أعلن أنه بصدد إقامة دعوى قضائية ومعه عدد كبير من أهالي منطقة العباسية ضد حركة شباب 6 أبريل الذين وصفتهم بـالبلطجية في مسيرة إلى المجلس العسكري.
وكانت معظم أغانيه ذات طابع حزين إضافة إلى شهرته الواسعة في تقديم المواويل، وأشهر أغانيه «كتاب حياتي يا عين».

قدم الأسمر عدداً من المسرحيات الشهيرة منها: «بباللو» و«حمري جمري»

وشارك في بطولة أفلام عدة منها: «ليلة ساخنة» و«امرأة وخمسة رجال» و«زيارة السيد الرئيس»

وكانت له مشاركة بارزة في المسلسل التلفزيوني الشهير «أرابيسك».

ورث المطرب الراحل شهرة واسعة كانت للمطرب الشعبي أحمد عدوية الذي اختفى عن الساحة عقب حادث تعرض له. وتميز حسن الأسمر بأنه أكثر شَبَهاً بطبقة العمال المصرية التي كانت بدأت تتخذ مكانها في المجتمع المصري وتكوّن ثقافتها الخاصة بها، وأيضاً تميّز بخفة دمه التي كان العرب يعشقونها أجمعين. وهناك أغنية سيتم طرحها، كان قد سجَّلها قبل وفاته بعشرة أيام وهي «بحب الحياة»

## أعماله

### الأغاني
| #   | عنوان                   | المدة |
| --- | ----------------------- | ----- |
| 1.  | "أنا أهه وانت أهه 1996" |       |
| 2.  | "متشكرين"               |       |
| 3.  | "ادلع يا حلو"           |       |
| 4.  | "اشكي لمين"             |       |
| 5.  | "يا مزعلين حبيبي"       |       |
| 6.  | "الله يسامحك"           |       |
| 7.  | "ياه"                   |       |
| 8.  | "إلي ذاق الجرح"         |       |
| 9.  | "إتخدعنا 1996"          |       |
| 10. | "الواد دة إيه 2000"     |       |
| 11. | "بابا يا بابا"          |       |
| 12. | "توبة 2000"             |       |
| 13. | "حرامي القلوب"          |       |
| 14. | "دنيا أية"              |       |
| 15. | "رمشو"                  |       |
| 16. | "سامحتهم"               |       |
| 17. | "طعم الأيام 1996"       |       |
| 18. | "كان نفسي"              |       |
| 19. | "كتاب حياتي"            |       |
| 20. | "لو كل الناس"           |       |
| 21. | "لا يا حبيبي"           |       |
| 22. | "مجروح أنا منك"         |       |
| 23. | "موال السنين 2000"      |       |
| 24. | "يا عيني يا ليل"        |       |
| 25. | "يا أنا ياأنت"          |       |
| 26. | "يا نسيني"              |       |
| 27. | "يابن القمر"            |       |
| 28. | "توهان توهان"           |       |
| 29. | "أعملك إيه حيرتني 1992" |       |
| 30. | "مش حسيبك"              |       |
| 31. | "أنا أنا الواد الجن"    |       |
| 32. | "على فين يا هوى 1994"   |       |
| 33. | "يا خوفي 1996"          |       |
| 34. | "سألوني أنا مين"        |       |

### مسلسلات ظهر فيها
- مسلسل أرابيسك 1994 مع صلاح السعدني وكرم مطاوع وكان له دور رزق العجلاتي.
- مسلسل جحا مع يحيى الفخراني
- مسلسل قمر 2008 وكان له دور محدود فيه.مسلسل سوق الرجال ٢٠٠٠

### أفلام ظهر فيها
- ليله ساخنة 1996
- زيارة السيد الرئيس
- امرأة وخمسة رجال
- بوابة إبليس 1993
- عيون الصقر 1992
- فتحبه والمرسيدس
- درب الرهبة
- الكمين 1991
- مدافن مفروشة للايجار
- صبيان المعلم

### مسرحيات ظهر فيها
- باللو 1995 مع صلاح السعدني ومحمود الجندي
- حمري جمري
- الخواف

## وفاته
توفي حسن الأسمر في السابع من رمضان \ السابع من أغسطس 2011 على إثر أزمة قلبية مفاجئة نقل على إثرها إلى مستشفى كليوباترا بمصر الجديدة حيث وافته المنية به عن عمر يناهز 51 عاماً. والذي أحزن جميع المصريين في رحيل الموال الحزين في مصر بعد أن أمتع العرب بصوته الجميل. وقد شُيّعت جنازته في نفس يوم وفاته في مسجد النور بالعباسية.

## وصلات خارجية
- حسن الأسمر على قاعدة بيانات الأفلام العربية.
- http://www.medantahreer.com/shownews-4813.php
- http://www.almasryalyoum.com/node/483973
- http://www.baladnews.com/article.php?cat=9&article=17487